# Briana Banks
Briana Banks (München, 1978. május 21. –) német születésű modell és pornószínésznő.
Családja Angliába költözött, amikor Banks  négyéves volt. Később Los Angelesbe utazott Birana (Simi Valley). Pályáját modellként kezdte (Teen Magazine). 1999-ben, 21 évesen felnőtteknek szóló magazinokban jelent meg. Első filmje: a University Coeds 18. 52 kg a súlya, 178 cm magas.
2004-ben jelentette meg könyvét tapasztalatairól How To Have a XXX Sex Life: The Ultimate Vivid Guide címmel.

## Díjak
- Penthouse 2001
- Hot D′Or Cannes 2001
- AVN Awards "Best Renting Title of the Year", and "Best Selling Title of the Year", Briana Loves Jenna, 2003